# Stadtmauerabschnitt Bergstraße 7 (Niederbrechen)

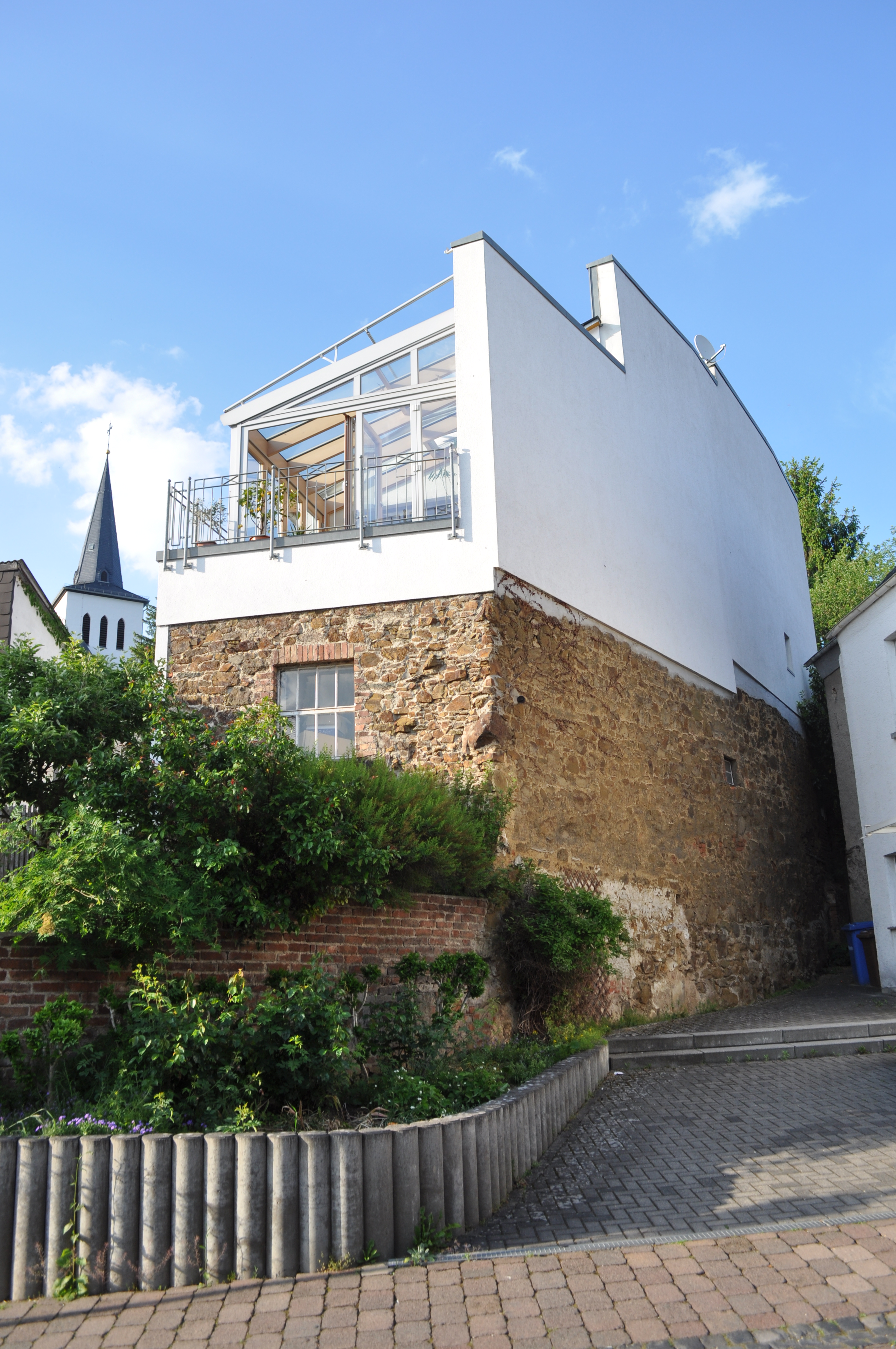
Stadtmauerabschnitt Bergstraße 7 in Niederbrechen (2012)

Der Stadtmauerabschnitt Bergstraße 7 in Niederbrechen, einem Ortsteil der Gemeinde Brechen im mittelhessischen Landkreis Limburg-Weilburg, wurde im 14. Jahrhundert errichtet. Die Reste der Stadtmauer sind ein geschütztes Kulturdenkmal.
Der modern überbaute Stadtmauerabschnitt aus Bruchsteinmauerwerk an der Südostflanke des ehemaligen Stadtmaueringes bog hier vom sogenannten Posttürmchen nach Norden ab und verlief weiter zum Chor der katholischen Pfarrkirche St. Maximin.
Die Überbauung wurde nach 1994 vollständig erneuert (vergleiche Foto bei DenkXweb).